# Вітослав (Куявсько-Поморське воєводство)
Вітослав (пол. Witosław) — село в Польщі, у гміні Мроча Накельського повіту Куявсько-Поморського воєводства.
Населення — 657 осіб (2011).

## Демографія
Демографічна структура станом на 31 березня 2011 року:
|          | Загалом | Допрацездатний вік | Працездатний вік | Постпрацездатний вік |
| -------- | ------- | ------------------ | ---------------- | -------------------- |
| Чоловіки | 332     | 77                 | 224              | 31                   |
| Жінки    | 325     | 72                 | 180              | 73                   |
| Разом    | 657     | 149                | 404              | 104                  |